# Ceratolasma
Ceratolasma is een geslacht van hooiwagens uit de familie Ceratolasmatidae.
De wetenschappelijke naam Ceratolasma is voor het eerst geldig gepubliceerd door C.J.Goodnight & M.L.Goodnight in 1942. 

## Soorten
Ceratolasma is monotypisch en omvat slechts de volgende soort:
- Ceratolasma tricantha